# Аніта Лерче
Аніта Лерче (мова пенджабі: ਅਨੀਤਾ ਲਿਆਕੇ; 21 грудня 1973, Копенгаген) — данська співачка, поет-пісняр, композитор і актриса. З випуском її альбому Heer from Denmark, в листопаді 2006 року, вона стала першою неазіатською жінкою із Заходу, що створила сольний альбом мовою пенджабі. Окрім мовою пенджабі, вона співає 16 різними мовами. 

## Раннє життя та освіта
Аніта народилася 21 грудня 1973 року в Глострупі й виросла в Херлеве – в містах, які є передмістями Копенгагена. Вона виросла в музичному будинку, її батько – Могенс Флеммінг Лерче співає і грає на гітарі. Прадід – Кнуд Пітер Еміль Нільсен був професійним співаком і музикантом. Що стосується впливу її батька на любов до музики, Аніта сказала: «Він був моїм великим натхненням. У нього відмінний голос, він завжди грав на гітарі і співав. Я просто слухала, і я надихалася ним».
У віці семи років Лерче почала публічно співати, коли приєдналася до хору школи Херлеве. У 13 років вона була прийнята в хор Данського радіо і обрана для співу в опері для дітей під назвою Lykken og Forstanden. Два роки по тому вона почала тренуватися в стилі західної класичної музики і отримала першу професійну роботу церковної співачки.
Отримавши диплом середньої школи з гімназії Санкт-Анни в 1992 році, Аніта вступила на трирічну програму Rytmikpædagog, засновану на ритмі музики. Закінчила її в 1996 році.
Співачка вивчала музичний театр в Академії театрального мистецтва Mountview в Лондоні. Вона також вивчала гру на фортепіано, вивчала роботи Баха і Шопена серед інших композиторів. Про свій досвід вона сказала: «Я завжди хотіла стати професіоналом. Тому бажала отримати дуже хорошу освіту. У мене було близько 16 років класичного співу. Музичний театр –відмінний спосіб виразити себе, і у мене є чудові інструменти для виступів з танцями». Після закінчення бакалавра в 2001 році Аніта виступала в багатьох музичних театральних постановках в Лондоні та Данії.

## Особисте життя
У 2014 році Аніта Лерче вийшла заміж за данця Сорена Хйорта. Церемонія відбулася в Данії, Індії та США. Останній альбом співачки – «Sadke Punjab Ton» був випущений на традиційному весіллі в Пенджабе, в листопаді 2014 року. «Я настільки закохана в культуру і традиції Пенджабе... Я завжди хотіла провести індійське весілля», – сказала Аніта. Захід, проведений в Хошиарпурі (Пенджаб, Індія) транслювався на Jagbani TV. Син пари – Олександр Хйорт Лерче народився в 2015 році. Коли співачка не перебуває на гастролях, вона мешкає зі своєю сім'єю в Індіанаполісі.

## Дискографія
| Рік  | Назва                                                                                      |
| ---- | ------------------------------------------------------------------------------------------ |
| 2017 | "Vem Kan Segla" from “Music To Inspire - Artist UNited against human trafficking” (збірка) |
| 2016 | "Bhajans" (альбом)                                                                         |
| 2014 | "Sadke Punjab Ton" (альбом)                                                                |
| 2014 | "Vem Kan Segla" from “Ballroom Stars 5” (збірка)                                           |
| 2013 | "Merea Ranjha" (сингл)                                                                     |
| 2013 | "Sammi" (сингл)                                                                            |
| 2013 | "Sadke Punjab Ton" (сингл)                                                                 |
| 2011 | "Mahiya Ve" & "Soniye" from "The Bollywood Trip" (співпраця)                               |
| 2010 | "Aao Ji" (співпраця)                                                                       |
| 2009 | "Maahiya" featuring Cheshire Cat (сингл)                                                   |
| 2006 | "Heer from Denmark" (альбом)                                                               |
| 2005 | "I Love a Piano" (альбом)                                                                  |
| 2005 | "Tid til Kærlighed" (сингл)                                                                |
| 2001 | "Mit Hjerte Det Banker" (My Heart Is Beating) (сингл)                                      |

## Саундтреки
| Рік  | Фільм              | Пісня  | Notes |
| ---- | ------------------ | ------ | --- |
| 2015 | Jackpot pe Jackpot | “Mela” | Фільм режисера Deepak Ochaney. “Mela” – вокал Аніти Лерче, слова Satwinder Bhanewala, музика Jassi Brothers. |
| 2010 | Субмарино          | "Heer" | Фільм режисера Томаса Вінтерберга. “Heer” – вокал Аніти Лерче, слова Варіса Шаха, продюсер Jassi Brothers.   |